# Жінка зверху

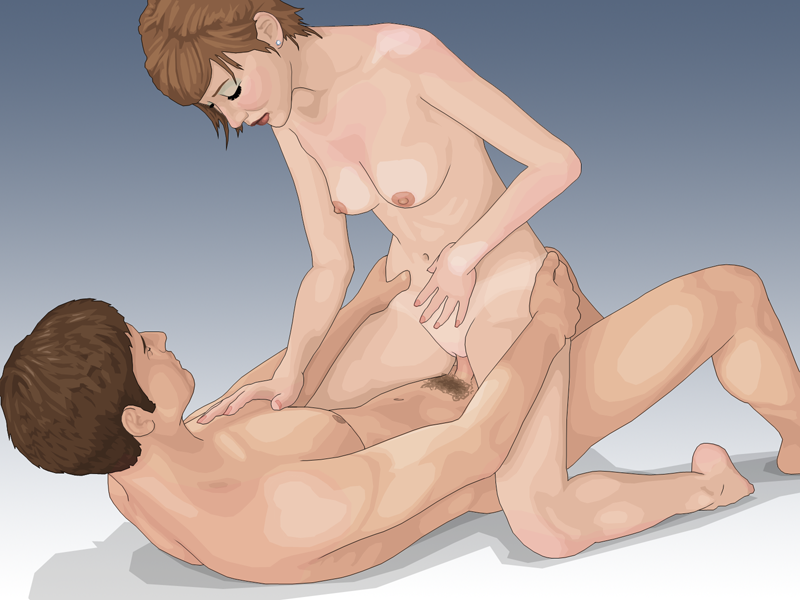
Жінка згори в гетеросексуальному коїтусі

Поза вершниці (вершника) (поза наїзниці(-ка), поза амазонки, поза ковбоя, жінка згори) — позиція в сексі, коли приймаючий(-а) партнер(-ка) знаходиться над партнером(-кою), провідним(-ою) у проникаючому сексі, і виконує всі дії самостійно. Партнер знизу допомагає тримати партнеру зверху рівновагу й проводити стимуляцію, посилюючи сексуальні відчуття.

## Різновиди

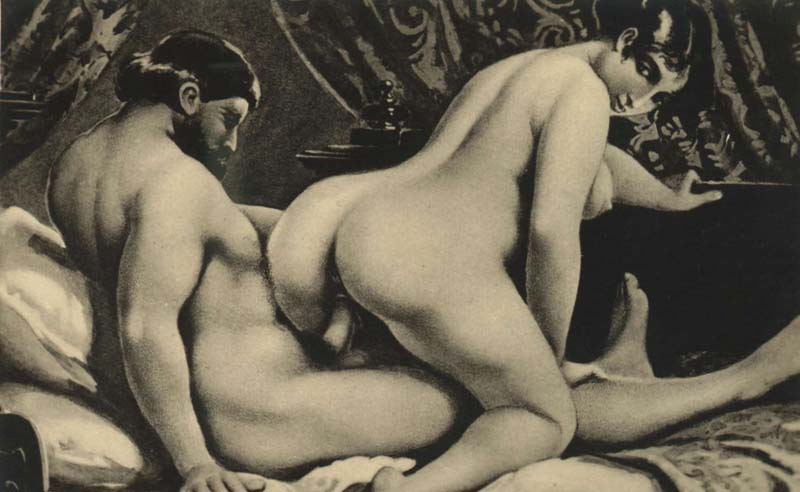
Обернена наїзниця, ілюстрація Едуарда-Анрі Авріля

Позиція має багато варіантів. Партнери можуть бути обличчям одне до одного або ні. Можна обпиратися на ноги партнера знизу, напівзігнуті в колінах. Може лягти тулубом на партнера знизу, або лягти спиною на витягнуті ноги нижнього партнера. Партнер зверху може стояти на колінах, сидіти навприсядки, може опирати одночасно і ногами об землю, і руками об землю чи ноги партнера знизу.

## Переваги позиції
Головна перевага цієї пози полягає в тому, що сім'явипорскування відбувається набагато пізніше. Ця поза була висічена ще на каменях єгипетських гробниць, які зображували наложниць і перших аристократів держави.
Перевага позиції в зручності під час вагітності, позаяк відсутній тиск на живіт жінки, і їй легко контролювати глибину та швидкість проникнення. Позиція корисна, якщо будь-хто з партнерів одужує після серйозної хвороби чи операції.

## Недоліки позиції
- Позиція є складною для жінок, вагіна яких розташована близько до ануса.
- Позиція вимагає достатнього фізичного розвитку жінки, в інакшому випадку може спричинити втому.